# Jürgen Kümmel
Jürgen Kümmel (* 18. Oktober 1948 in Greifswald) ist ein deutscher Bildhauer.

## Werdegang

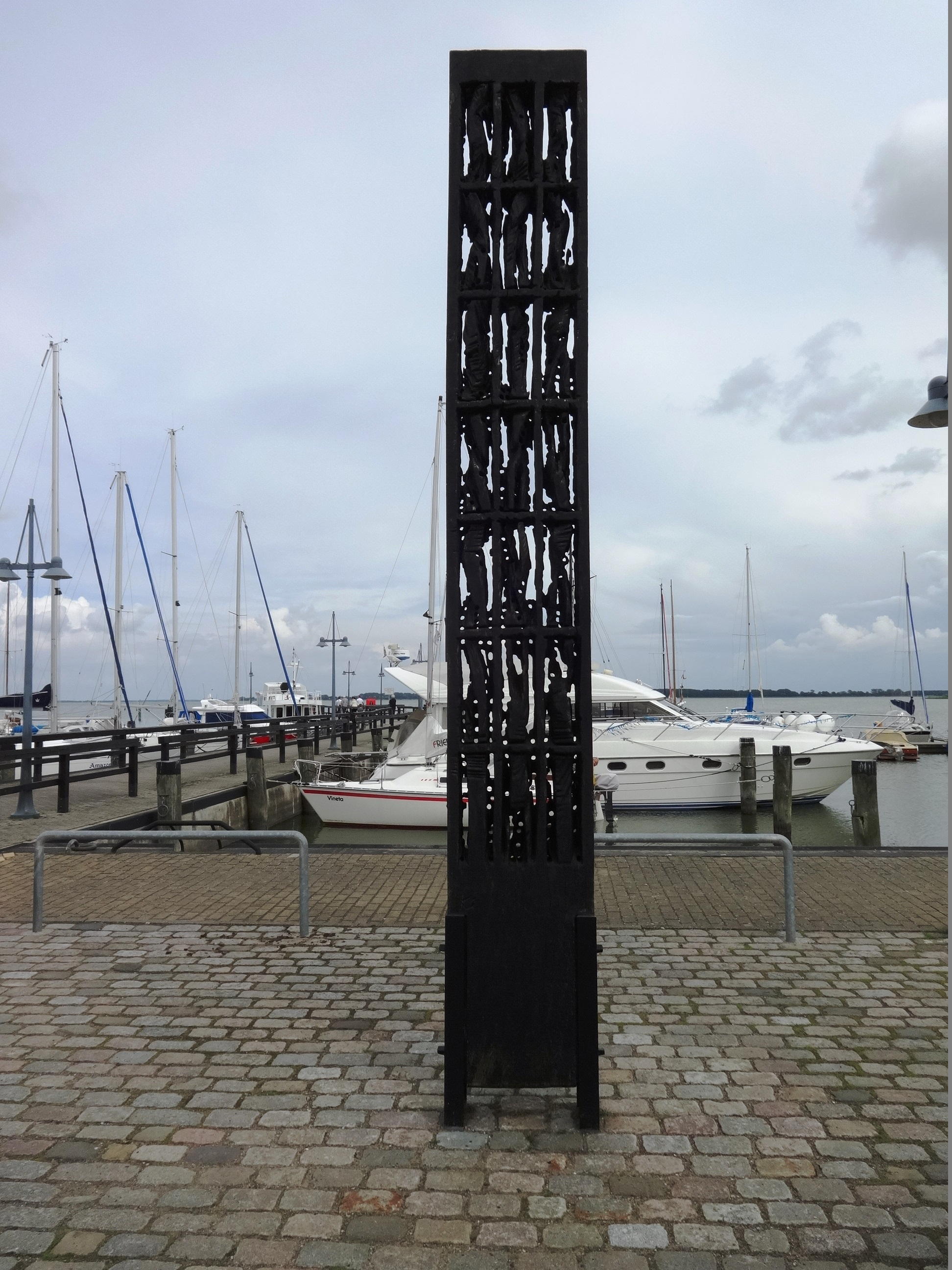
Stele Nordischer Tanz von Jürgen Kümmel für Bernt Notke am Hafen in Lassan

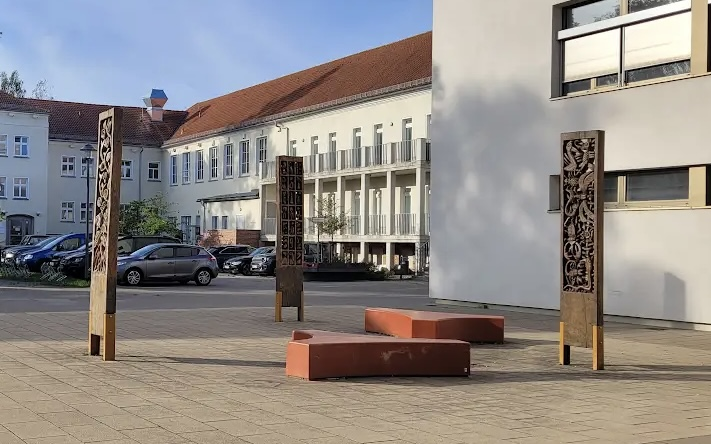
Drei aufrecht stehende Holzskulpturen von Jürgen Kümmel an der Universität Greifswald

Nach dem Schulbesuch in Wolgast und einer Lehre zum Forstarbeiter in Güstrow begann Kümmel 1976 ein Studium an der Kunsthochschule Berlin-Weißensee bei Karl-Heinz Schamal, Eberhard Bachmann, Wilfried Fitzenreiter, Lutz Holland und Friedrich B. Henkel. Kümmel schloss sein Studium 1981 als Diplom-Bildhauer unter Betreuung von Siegfried Krepp ab. Er war danach in Berlin und ist jetzt in Wolgast freiberuflich tätig.
Von 1996 bis 2008 hatte er einen Lehrauftrag im Fachbereich Naturstudium an den Grafik- und Design-Schulen Schwerin und Anklam inne.  Kümmel war bis 1990 Mitglied im Verband Bildender Künstler der DDR und gehört dem Künstlerbund Mecklenburg und Vorpommern an.
Zunächst überwogen in seinem Schaffen Tierplastiken wie Wälzendes Wildschwein (1987) und Rinderherde (1988). Nach einer Studienreise nach Lanzarote im Jahr 1999 entstanden mehrere vertikal betonte Skulpturen aus feuerbehandeltem, tiefschwarzem  und abschließend gewachstem Eichenholz. Er entwickelte sie zu seinem Markenzeichen. Weitere Studienreisen führten ihn nach Ägypten, Rom und Mexiko. Diese Reisen spiegeln sich nicht nur in seinen Grafikarbeiten wider, sondern beeinflussten sein gesamtes gestalterisches Schaffen. Seine in Bronze gegossenen Glocken sind mit fantasievollen Tierfiguren und anderen Figurelementen aus Ägypten verziert und seine Wagen in Holz und Eisen erinnern an etruskische Plastiken.
Kümmel sucht in seiner künstlerischen Tätigkeit die klassische bildhauerische Ausbildung mit neuen Erkenntnissen und Erfahrungen zu vereinen. Unter Anwendung traditioneller Handwerkstechniken werden insbesondere kleinere Plastiken aus Holz und Stein geschaffen, bei denen sich Abstraktion und Naturtreue die Waage halten.
Kümmels sieben Meter hohe Kletterskulptur Adler, die sich vor dem Ausbildungszentrum der Bundespolizei in Neustrelitz befindet, war Sieger eines im Jahr 2005 als „Kunst am Bau“ ausgelobten Ideenwettbewerbs, an dem sechs in Mecklenburg-Vorpommern ansässige Künstler teilnahmen. Dabei wurde vorgegeben, dass es sich nicht nur um eine Skulptur vor dem Ausbildungszentrum handelt, sondern dass es „über seinen künstlerischen Wert auch als Sportgerät mit Unikatcharakter nutzbar sein muss.“ Auch die drei aufrecht stehenden Holzskulpturen, die sich seit 2015 im Innenhof eines neuen Labor- und Seminargebäudes der Universität Greifswald befinden, waren das Ergebnis eines Wettbewerbs „Kunst am Bau“. Die Jury unter Vorsitz von Miro Zahra entschied sich für den Entwurf von Kümmel. Weitere Teilnehmer des Wettbewerbs waren Roland Fuhrmann sowie die Berliner Künstler Peter Lindemann und Elisabeth Lesche. Den Auftrag zur Realisierung seines Siegerentwurfs erhielt Kümmel vom Betrieb für Bau und Liegenschaften Mecklenburg-Vorpommern. Thematisch beziehen sich die drei Stelen auf die benachbarten Lehranstalten Botanik, Zoologie und deren Sammlungen.
Neben seiner künstlerischen Tätigkeit war er von 2004 bis zur Eingemeindung am 1. Januar 2012 amtierender Bürgermeister von Buddenhagen, einem heutigen Ortsteil der Stadt Wolgast.

## Werke im öffentlichen Raum (Auswahl)
- Brunnenanlage mit bearbeiteten Granitsteinen, Wolgast, 1981.
- Steinring mit bearbeiteter Fläche, Gützkow, 2002.
- Maritime Zeichen, IGA-Park Rostock, 2003, Eichenholz.
- Feuerwehr, Wolgast, Stahl.
- Adler (Kletterobjekt), Bundespolizei Aus- und Fortbildungszentrum Neustrelitz, 2006, Stahl, quarzbeschichtetes Birkenholz.[6]
- Nordischer Tanz, Hafen Lassan, 2009, Eichenholz.
- Bernsteinfischerin Ostseebad Koserow, 2009, Bronze.[11]
- Wolgaster Segel, Wolgast, 2011, Metall.
- Werden und Vergehen, Kunstpark Schwaan, 2014, Sandstein.[12]
- Drei Holzstelen, Universität Greifswald, 2015.[8][9]

### Galerie

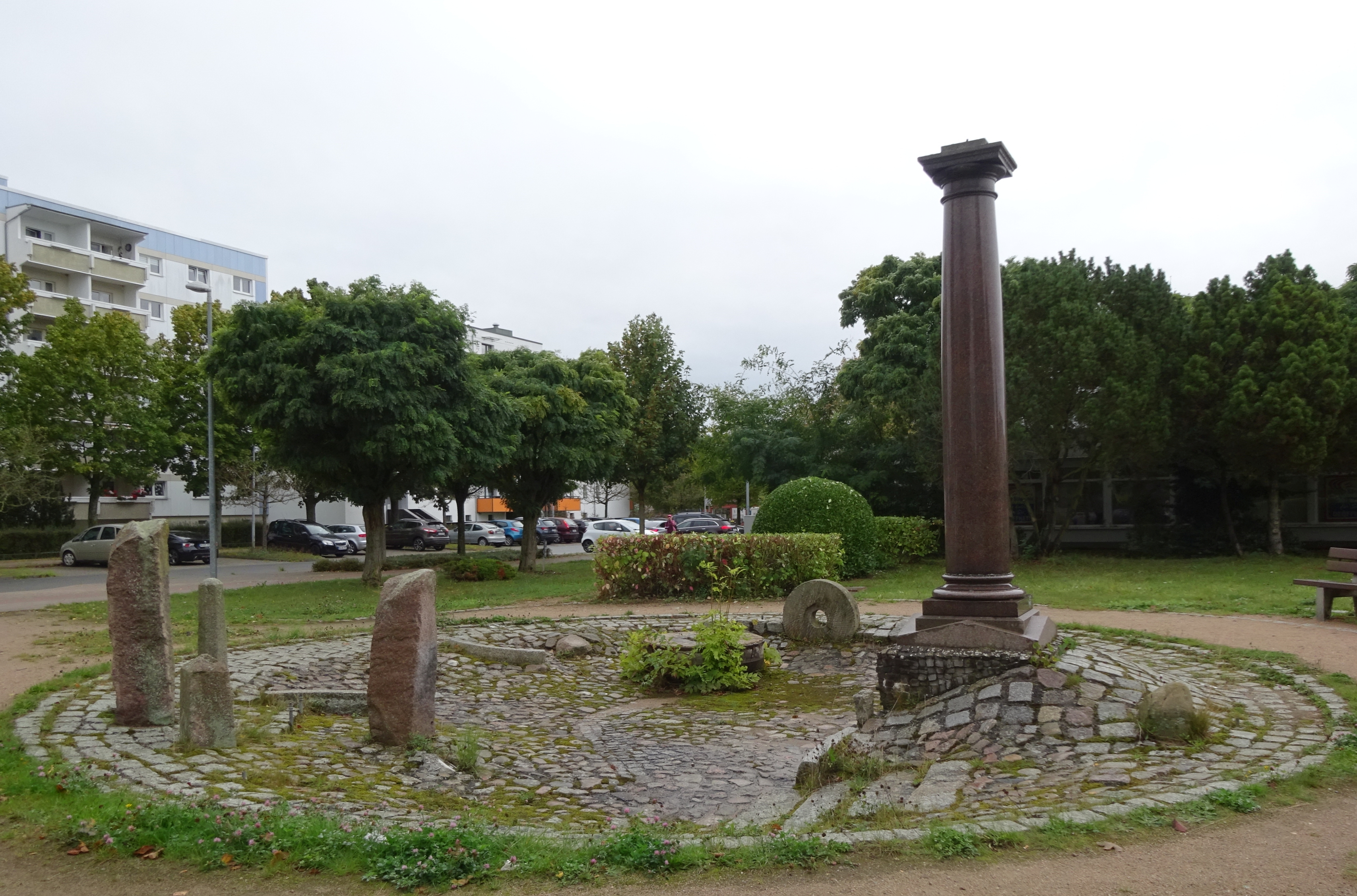
Brunnenanlage mit bearbeiteten Granitsteinen Wolgast
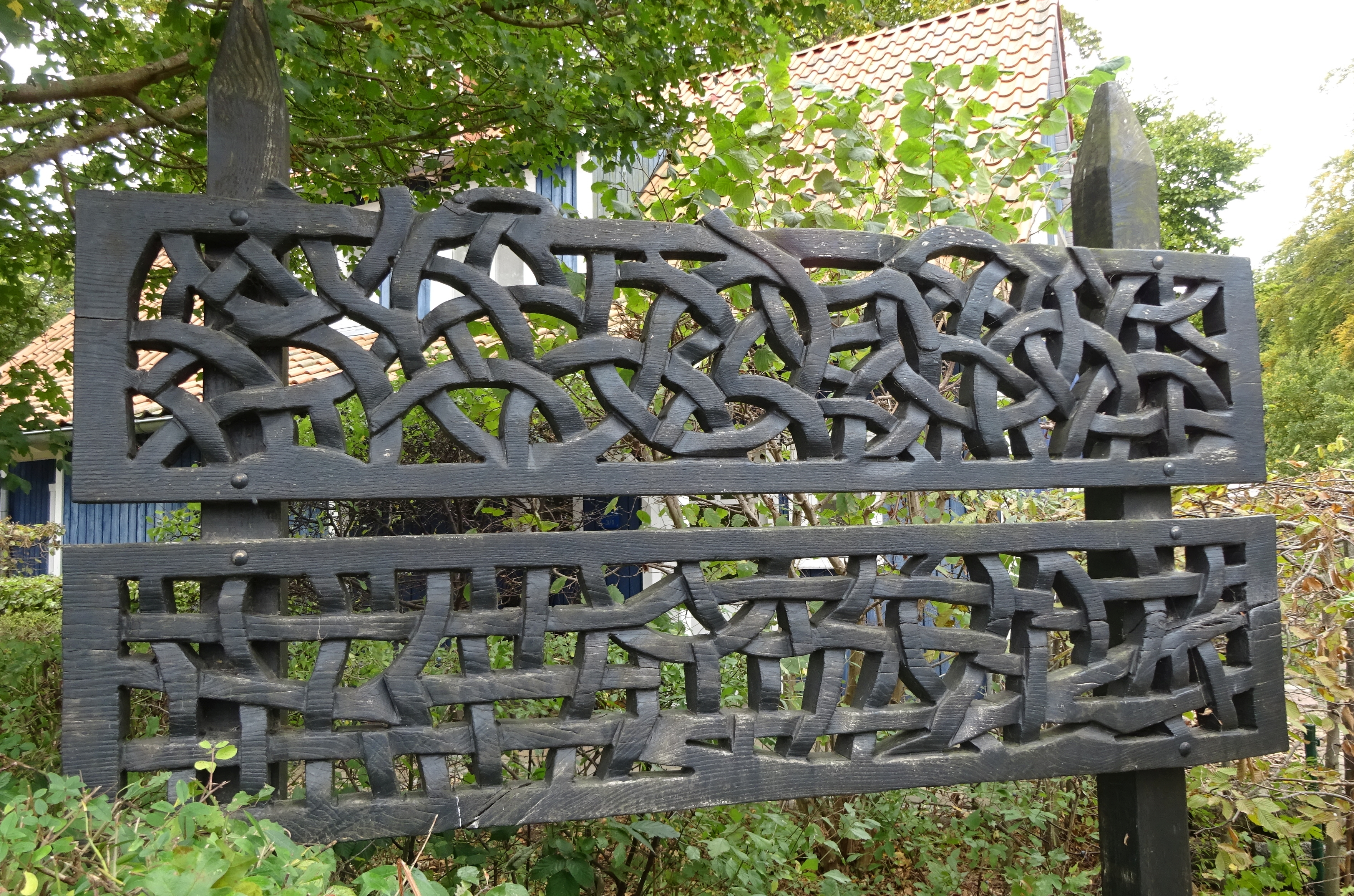
Eichenholzskulptur Netze Ückeritz
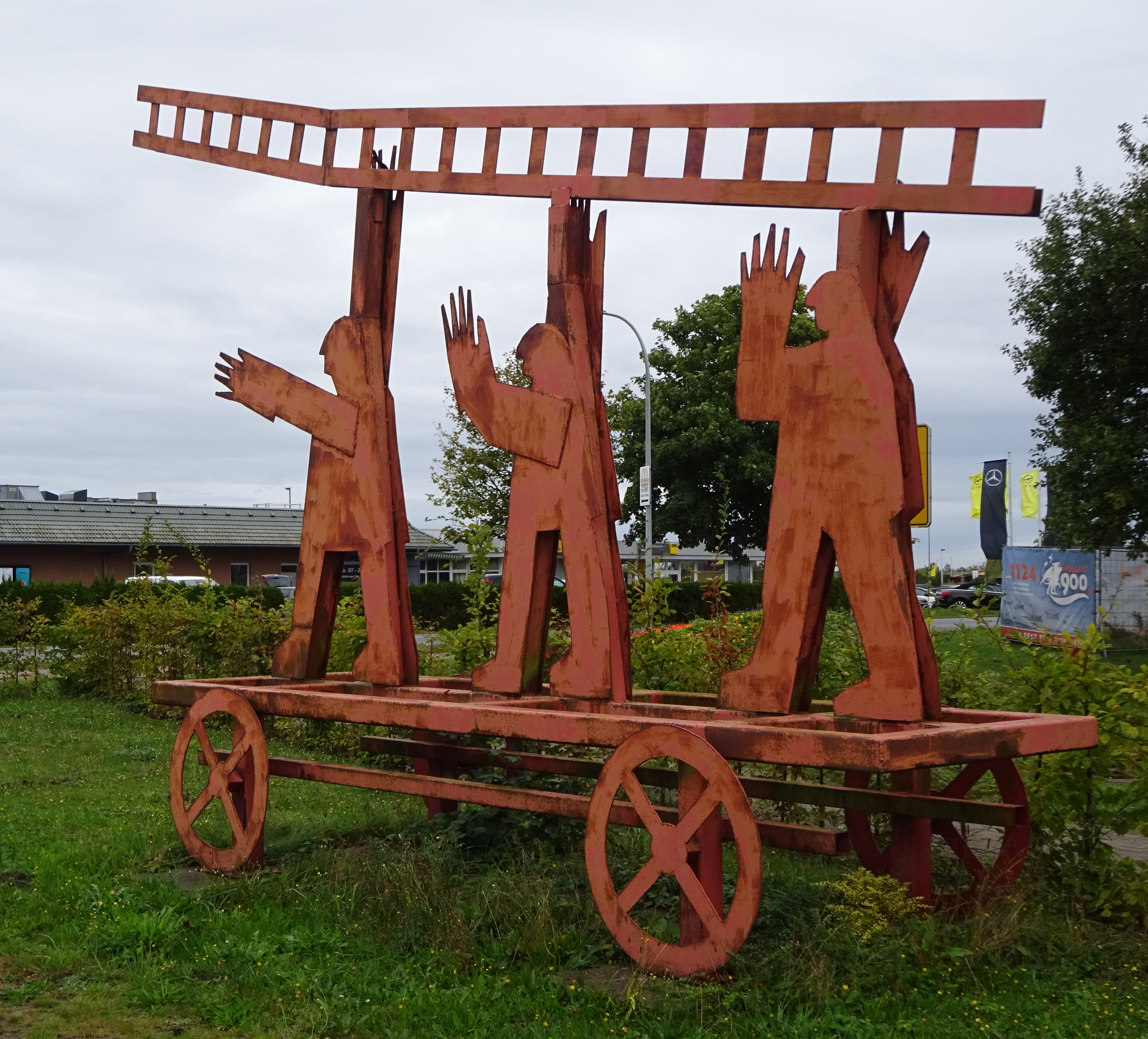
Stahlplastik Feuerwehr Wolgast
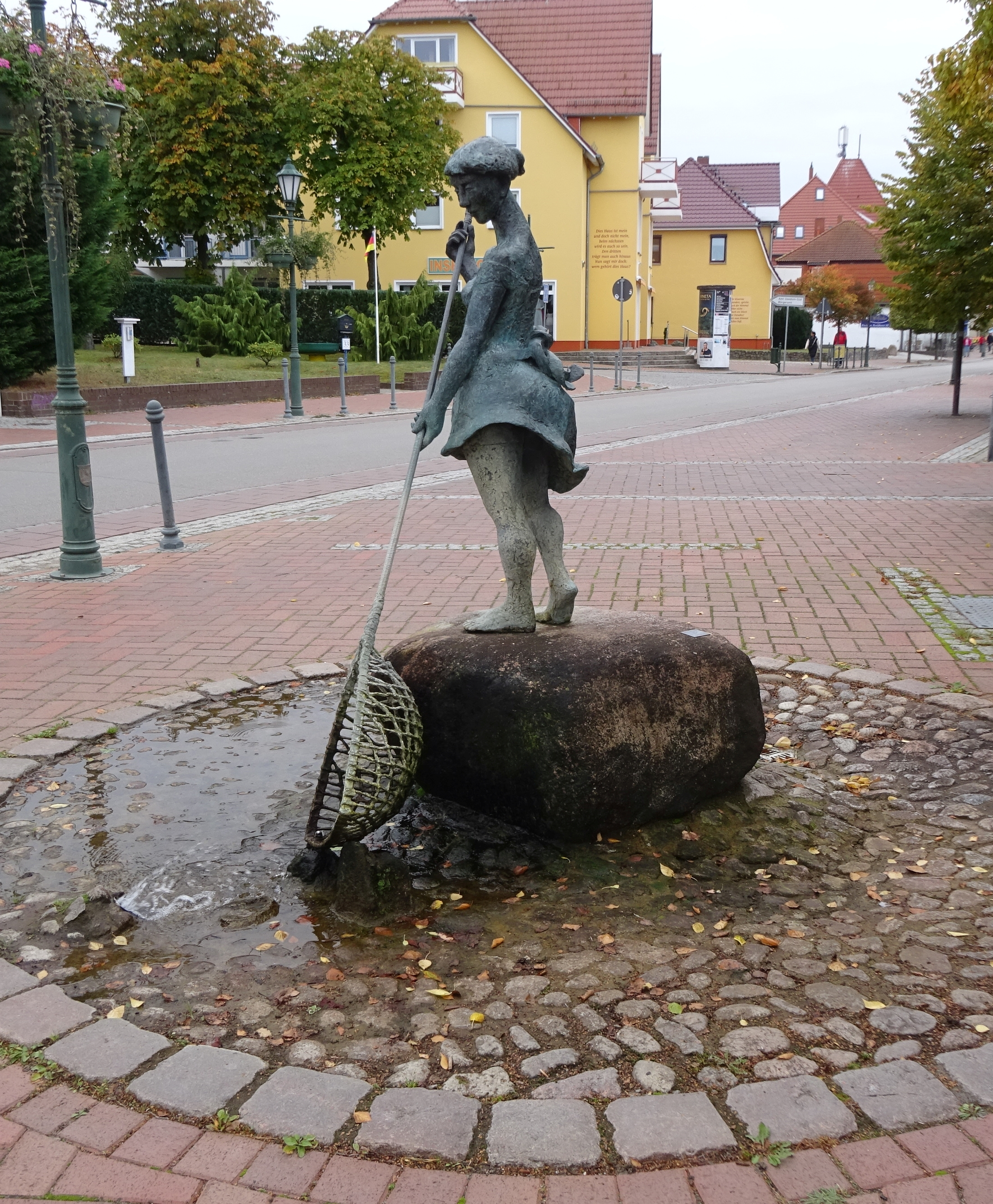
Bronzeplastik Die Bernsteinfischerin Ückeritz
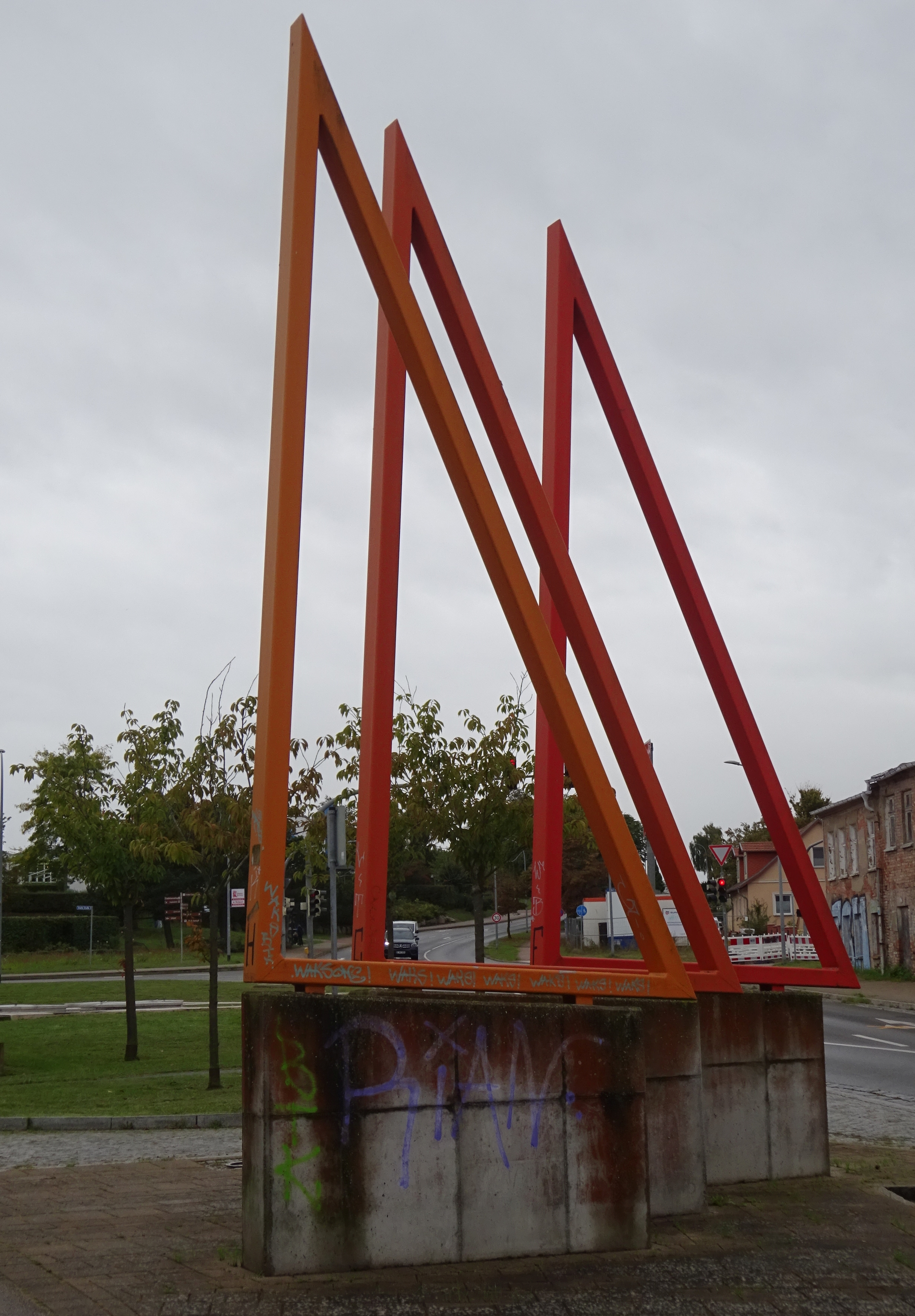
Metallplastik Wolgaster Segel Wolgast

## Ausstellungen und Ausstellungsbeteiligungen (Auswahl)
- 1983: Bezirkskunstausstellung Berlin[13]
- 1999: 9. Landesweite Kunstschau des Berufsverbandes Bildender Künstlerinnen und Künstler Mecklenburg-Vorpommern[14]
- 2003: 13. Landesweite Kunstschau des Berufsverbandes Bildender Künstlerinnen und Künstler Mecklenburg-Vorpommern, Kunsthalle Rostock[15]
- 2008: 11. Skulpturenausstellung, Landschaftsgalerie Bissee[16]
- 2018: Katastrophen und Idylle. Jubiläumsausstellung zum 70. Geburtstag von Jürgen Kümmel, Museum Wolgast[17]
- 2019: 29. Landesweite Kunstschau des Berufsverbandes Bildender Künstlerinnen und Künstler Mecklenburg-Vorpommern, Kunstmuseum Schwaan[18]
- 2021: Kunst im Außenraum: Kunst geht in Gärten, Radebeul[19]
- 2021: Pochoir. (Gemeinschaftsausstellung Oskar Manigk, Matthias Wegehaupt, Birger Jesch, Jürgen Kümmel, Lutz Wohlrab), Kunstpavillon Heringsdorf[20]
- 2023: Spurensuche – Arbeiten von Jürgen Kümmel, Aschaffenburg[2]